# La Peste du léopard vert
La Peste du léopard vert (titre original : The Green Leopard Plague) est un roman court de science-fiction écrit par Walter Jon Williams, paru en 2003 puis traduit en français et publié aux éditions Le Bélial' en 2023.

## Résumé
Dans un futur où l'humanité a atteint un niveau technologique permettant à tout un chacun de se numériser et de générer n'importe quelle enveloppe humaine et animale puis d'y transférer son être, Michelle, désormais dans le corps d'une sirène après avoir adopté celui d'un singe, partage son temps entre ses travaux de zoologiste dans les Îles Chelbacheb et ses recherches liés à son travail d'enquêtrice indépendante. Elle est sollicitée par le Dr Davout qui prépare une biographie de l'illustre philosophe américain Jonathan Terzian. Plusieurs siècles plus tôt, il a présenté sa célèbre théorie de la corne d'abondance, peu avant que la première épidémie transgénique se déclenche et modifie radicalement la société humaine en apportant une économie de l'abondance. Bien que sa vie soit bien connue, il y a une période de trois semaines pendant laquelle il disparaît et à propos de laquelle nul ne possède d'informations. Michelle se lance dans des recherches et parvient à retracer les trois semaines inconnues de la vie de Jonathan Terzian.
Lors d'un voyage professionnel en Europe afin de participer à des conférences, Jonathan Terzian assiste par hasard dans une rue de Paris à un meurtre. Dans la foulée, une femme se blottit contre lui et lui demande de l'éloigner de la scène. Elle lui dévoile un peu plus tard s'appeler Stephanie America Pais e Silva et que la personne assassinée s'appelle Adrian Christea et qu'il est un biologiste travaillant en Transnistrie pour l'industrie pharmaceutique. Il a réussi à créer un virus qui une fois ingéré par un être humain lui apporte la photosynthèse, à savoir le processus bioénergétique permettant synthétiser de la matière organique en utilisant l'énergie lumineuse, l'eau et le dioxyde de carbone. Pouvant potentiellement faire disparaître la famine dans le monde mais également de bouleverser à tout jamais la société en apportant une économie de l'abondance, ce virus, et son créateur, étaient pourchassés par des agents du gouvernement transistrien. Stephanie a récupéré le virus peu avant la mort d'Adrian Christea. Jonathan Terzian décide d'aider Stephanie à fuir les assassins qui vont se mettre bientôt à sa recherche. Ils prennent un billet de train pour Nice mais descendent en gare Avignon et se déplace en Provence, assistant notamment à la fête des Aires de la Dîme à Salon-de-Provence. Sur le point d'être retrouvés par les assassins, ils fuient à nouveau en train, à destination de Florence. Stephanie parvient à prendre contact avec une de ses anciennes connaissances vivant à Rome, Odile. Elles doivent se rencontrer à Venise mais quatre agents transnistriens les y rejoignent juste avant. Jonathan parvient à tous les blesser ou tuer mais pas assez vite puisque l'un d'entre eux assassine Stephanie. Jonathan récupère le virus et rejoint Odile pour le lui confier. Il dévoile ensuite dans une conférence à Venise sa théorie de la corne d'abondance.
Quelque temps après, la Peste du Léopard vert, nom donné à la première tentative de modifier l'organisme humain au niveau cellulaire, apparaît dans un camp de réfugiés dans la province éthiopienne du Sidamo, puis un peu plus tard dans d'autres camps de la Corne de l'Afrique. Le monde entrait dans le futur que Jonathan Terzian venait d'annoncer lors de sa conférence à Venise.